# Theodor von Bernhardi
Felix Theodor von Bernhardi, född 6 november 1802 i Berlin, död där 12 februari 1885 i Schöpstal-Kunnersdorf, var en tysk historiker, nationalekonom och politiker. Han var son till August Ferdinand Bernhardi och far till Friedrich von Bernhardi.
Bernhardi uppfostrades, sedan föräldrarnas äktenskap upplösts genom skilsmässa, av modern, en syster till Ludwig Tieck, och tillbringade större delen av sin uppväxt i Estland, sedan modern gift om sig med en estländsk godsägare, von Knorring. Styvfadern önskade adoptera honom och bestämde honom för rysk statstjänst. Efter studier i Heidelberg vistades Bernhardi länge på resor, däribland många år i Milano, och måste, då styvfadern blivit ruinerad, bryta sig en egen bana. 
Bernhardi erhöll 1834 en plats i kejserliga Ryska kansliet och arbetade även för den officiella tidningen. Han vann snart inträde i Sankt Petersburgs lärda kretsar och författade som specimen för inträde i Rysslands Vetenskapsakademi det idérika nationalekonomiska arbetet Versuch einer Kritik der Gründen, welche für großes und kleines Eigenthum angeführt werden (1848), vilket förebådade den av Gustav von Schmoller och Adolph Wagner representerade moderna skolan i Tysklands nationalekonomi. Bernhardi vann ej sitt syfte med arbetet och överflyttade, nu finansiellt oberoende, till Tyskland (1851), där han inköpte godset Kunnersdorf i Schlesien samt ägnade sig åt historiskt och politiskt skriftställeri. 
Han utgav Denkwürdigkeiten aus dem Leben des russischen Generals Karl Wilhelm von Toll (andra upplagan i fyra band, 1865-66), som i själva verket är en historia om fälttågen mot Napoleon I 1812–14, och började sin brett anlagda Geschichte Russlands und der europäischen Politik in den Jahren 1814–1831 (tre band, 1863-77), som han dock aldrig hann föra fram längre än till år 1822. Särskilt berömd är den inledande översikten över Rysslands utveckling intill Wienkongressen. Han trädde även i nära kontakt med Helmuth von Moltke den äldre och Albrecht von Roon (den förre betecknade honom som samtidens mest betydande militärskriftställare och rådförde sig ofta med honom i militära frågor), och i politiska broschyrer ivrade han för den preussiska arméns reorganisation. 
Då kriget med Österrike utbröt 1866, sändes Bernhardi av Otto von Bismarck på Moltkes förslag – ehuru civil – som representant för Preussens militära intressen till den italienska armén och utförde åren 1867–71 för Preussens räkning åtskilliga diplomatiska uppdrag i Italien, Spanien och Portugal. Efter 1871 drog han sig tillbaka till sitt vetenskapliga författarskap. Hans militärkritiska arbete Friedrich der große als Feldherr (två band, 1881) framhöll denne kungs bestående betydelse för krigskonstens historiska utveckling. Hans dagböcker utgavs efter hans död i åtta band ("Aus dem Leben Theodor von Bernhardis", 1893–1901); de innehåller synnerligen värdefulla bidrag till tysk historia under enhetsstridernas tidsskede.